# Acacia cupeyensis
Acacia cupeyensis là một loài thực vật có hoa trong họ Đậu. Loài này được Leon miêu tả khoa học đầu tiên.